# Courage (álbum de Céline Dion)
Courage é o décimo segundo álbum de estúdio em inglês da cantora canadense Céline Dion, lançado pela Columbia Records em 15 de novembro de 2019. É o primeiro álbum em inglês de Dion em seis anos, depois de Loved Me Back to Life (2013). Em junho de 2019, Dion estreou "Flying on My Own". Em 18 de setembro de 2019, ela lançou mais três novas músicas: "Lying Down", "Courage" e "Imperfections". Para promover o álbum, Dion embarcou na Courage World Tour em setembro de 2019.

## Antecedentes e desenvolvimento
Em novembro de 2013, Dion lançou seu álbum de estúdio anterior em inglês, Loved Me Back to Life. No mês seguinte, seu marido, René Angélil, foi diagnosticado com câncer de garganta e foi submetido a uma cirurgia. Em junho de 2014, Angélil deixou o cargo de gerente de Dion para se concentrar em sua saúde e em agosto de 2014 adiou suas atividades de show business, por causa da piora na saúde de seu marido. Angélil morreu em 14 de janeiro de 2016. Em 22 de maio de 2016, em sua primeira apresentação pública fora do Coliseu, no Caesars Palace, Dion apresentou "The Show Must Go On" durante o Billboard Music Awards de 2016, onde recebeu o Billboard Icon Award. Em agosto de 2016, ela lançou seu álbum em francês, Encore un soir ao sucesso comercial e crítico.
Em 3 de abril de 2019, ela anunciou sua turnê 2019/2020 Courage World, começando na cidade de Quebec, Canadá, em 18 de setembro de 2019. Dion também anunciou um novo álbum em inglês com o mesmo nome, a ser lançado em Novembro de 2019. Em 5 de abril de 2019, no Jimmy Kimmel Live!, Dion promoveu sua próxima turnê, cantou algumas linhas da música "Courage" e tocou "Ashes". Em 7 e 8 de junho de 2019, Dion tocou "Flying on My Own" durante seu show em residência em Las Vegas e a apresentação ao vivo foi lançada em várias plataformas de streaming em 8 de junho de 2019.
Nos meses que antecederam o lançamento do álbum, Dion apareceu nas capas de Elle, Harper's Bazaar e CR Fashion Book, e foi selecionada como uma das estrelas mais bem vestidas de 2019 pela Vanity Fair e People. Em 18 de setembro de 2019 e no início da Courage World Tour, Dion foi entrevistado no programa Today e será entrevistado na "Celine Dion da BBC Radio " de A a Z "em 22 de setembro de 2019.
Em abril de 2019, Dion revelou que recebeu 48 candidatos à música para o próximo álbum e deve escolher 12 deles. O novo álbum, Courage, explorará novas direções musicais, mantendo o estilo familiar ao qual os fãs de Dion estão acostumados. Depois de lançar "Recovering", escrito por Pink, em setembro de 2016, Dion gravou novas músicas em outubro de 2016 com Diane Warren, que escreveu muitos de seus sucessos, incluindo "Because You Loved Me".  Em abril de 2017, Dion mencionou que Sia escreveu três músicas para ela. Em abril de 2019, foi anunciado que o novo álbum incluirá uma aparição de Sia e que uma das músicas escritas por ela é intitulada "Baby". [35] [39] [40] Em dezembro de 2017, Dion revelou que gravou novas músicas com Stephan Moccio e Maty Noyes. Moccio escreveu o single de sucesso de Dion, 2002 "A New Day Has Come", e também co-escreveu sucessos para outros artistas, incluindo "Earned It", de The Weeknd, e "Wrecking Ball", de Miley Cyrus.  Também em dezembro de 2017, Dion gravou a música "Flying on My Own" no Studio at the Palms, em Las Vegas. A música foi escrita por Jörgen Elofsson, Anton Mårtenson e Liz Rodrigues. Em outubro de 2018, David Guetta mencionou que Dion gravou uma música que co-escreveu com Sia. [43] Enquanto anunciava a Courage World Tour em abril de 2019, Dion revelou que gravou uma música chamada "Courage", que se tornou a faixa-título do álbum, com lançamento previsto para novembro de 2019. [19] O vídeo promocional da turnê apresenta um fragmento da nova música, "Flying on My Own".  Em 20 de maio de 2019, um fragmento de outra nova música "Lying Down", escrita por David Guetta e Sia, foi apresentada no episódio de Dion de Carpool Karaoke com James Corden.  "Flying on My Own" (Live de Las Vegas) foi lançado como um download digital em 9 de junho de 2019, um dia após o término de sua residência de 16 anos em Las Vegas.  A versão em estúdio foi lançada em 28 de junho de 2019. Em 18 de setembro de 2019, Dion lançou três novas músicas, incluindo "Lying Down", "Courage" e "Imperfections", compartilhou a arte da capa do álbum e anunciou a data de lançamento para 15 de novembro de 2019.

## Lista de faixas
| Courage – Edição Standard |                             | |                                                      |         |  |
| N.º                       | Título                      | Compositor(es)                                                                                            | Produtor(es)                                         | Duração |  |
| 1.                        | "Flying on My Own"          | Jörgen Elofsson Liz Rodrigues Anton "Hybrid" Mårtensson                                                   | Elofsson Hybrid Ugly Babies                          | 3:32    |  |
| 2.                        | "Lovers Never Die"          | Johan Carlsson Ross Golan Dan Wilson                                                                      | Carlsson Wilson John Sinclair [a] Brian Brundage [a] | 2:51    |  |
| 3.                        | "Falling in Love Again"     | Skylar Grey                                                                                               | John Doelp Denis Savage                              | 3:51    |  |
| 4.                        | "Lying Down"                | David Guetta Giorgio Tuinfort Sia Furler                                                                  | Guetta Tuinfort                                      | 3:58    |  |
| 5.                        | "Courage"                   | Stephan Moccio Erik Alcock Rodrigues                                                                      | Moccio TommyD [b]                                    | 4:14    |  |
| 6.                        | "Imperfections"             | Ari Leff Michael Pollack Nicholas Perloff-Giles Dallas Koehlke                                            | DallasK                                              | 3:59    |  |
| 7.                        | "Change My Mind"            | Björn Yttling LP Jon Levine                                                                               | Levine                                               | 3:01    |  |
| 8.                        | "Say Yes"                   | Elofsson Rodrigues                                                                                        | Elofsson                                             | 3:32    |  |
| 9.                        | "Nobody's Watching"         | Elofsson Rodrigues                                                                                        | Elofsson Hybrid                                      | 3:12    |  |
| 10.                       | "The Chase"                 | Craig McConnell Jessica Mitchell Rodrigues                                                                | McConnell                                            | 3:49    |  |
| 11.                       | "For the Lover That I Lost" | Sam Smith Mikkel Eriksen Tor Hermansen James Napier                                                       | Stargate Jimmy Napes                                 | 2:54    |  |
| 12.                       | "Baby"                      | Furler Greg Kurstin Maureen "Mozella" McDonald                                                            | Kurstin                                              | 3:34    |  |
| 13.                       | "I Will Be Stronger"        | Francis "Eg" White                                                                                        | White                                                | 3:27    |  |
| 14.                       | "How Did You Get Here"      | Nikki Grier The Stereotypes 9AM Alcock Rodrigues Khalil Abdul-Rahman Hazzard Calum Armand Maurice Brockie | The Stereotypes 9AM                                  | 4:21    |  |
| 15.                       | "Look at Us Now"            | Steph Jones Brandon Treyshun Campbell Andrew Wells                                                        | A. Wells                                             | 3:18    |  |
| 16.                       | "Perfect Goodbye"           | Max Wolfgang Freddy Wexler Corey Sanders                                                                  | Wolfgang Steve Aoki [a]                              | 3:28    |  |
| Duração total:            | Duração total:              | Duração total:                                                                                            | Duração total:                                       | 57:00   |  |

| Courage – Edição Deluxe |                  |                |         |  |
| N.º                     | Título           | Produtor(es)   | Duração |  |
| 17.                     | "Best of All"    | White          | 3:23    |  |
| 18.                     | "Heart of Glass" | Kurstin        | 3:31    |  |
| 19.                     | "Boundaries"     | Moccio         | 3:22    |  |
| 20.                     | "The Hard Way"   | G. Wells       | 3:24    |  |
| Duração total:          | Duração total:   | Duração total: | 70:40   |  |

| Courage – Faixa bônus da versão japonesa |                |                       |                |         |  |
| N.º                                      | Título         | Compositor(es)        | Produtor(es)   | Duração |  |
| 21.                                      | "Soul"         | Tina Parol Jason Wade | The Elev3n     | 3:14    |  |
| Duração total:                           | Duração total: | Duração total:        | Duração total: | 73:54   |  |

## Charts
| Chart (2019–2020)                          | Peak position |
| ------------------------------------------ | ------------- |
| Austrália (ARIA)                           | 2             |
| Áustria (Ö3 Austria Top 40)                | 4             |
| Bélgica (Ultratop Flandres)                | 3             |
| Bélgica (Ultratop Valônia)                 | 1             |
| Canadá (Billboard)                         | 1             |
| República Tcheca (ČNS IFPI)                | 11            |
| Croatian Foreign Albums (HDU)              | 4             |
| Dinamarca (Hitlisten)                      | 23            |
| Países Baixos (Dutch Charts)               | 10            |
| Finlândia (Suomen virallinen lista)        | 13            |
| França (SNEP)                              | 2             |
| Alemanha (Offizielle Deutsche Charts)      | 4             |
| Greek Albums (IFPI)                        | 14            |
| Hungria (MAHASZ)                           | 11            |
| Irlanda (IRMA)                             | 5             |
| Itália (FIMI)                              | 10            |
| Japão (Oricon)                             | 49            |
| Japanese International Albums (Oricon)     | 8             |
| Japanese Hot Albums (Billboard Japan)      | 61            |
| Nova Zelândia (RMNZ)                       | 5             |
| Noruega (VG-lista)                         | 16            |
| Polónia (ZPAV)                             | 6             |
| Portugal (AFP)                             | 5             |
| Quebec Albums (ADISQ)                      | 1             |
| Escócia (Official Scottish Albums)         | 2             |
| Slovak Albums (ČNS IFPI)                   | 53            |
| South African Albums (RISA)                | 10            |
| Espanha (PROMUSICAE)                       | 11            |
| Suécia (Sverigetopplistan)                 | 30            |
| Suíça (Schweizer Hitparade)                | 1             |
| Swiss Albums (Schweizer Hitparade Romandy) | 1             |
| Reino Unido (Official Albums Chart)        | 2             |
| Estados Unidos (Billboard 200)             | 1             |

 
|